# Jürgen Welp (Rechtswissenschaftler)
Jürgen Welp (* 15. März 1936 in Osnabrück; † 3. Februar 2014) war ein deutscher Rechtswissenschaftler und Hochschullehrer.

## Leben und Werk
Welp studierte ab 1956 Rechtswissenschaften an der Universität Heidelberg und wechselte später an die Universität München. Sein Erstes Juristisches Staatsexamen legte er jedoch wieder in Heidelberg ab und leistete dort auch sein Referendariat ab, das er 1965 mit dem Zweiten Staatsexamen beendete. Anschließend wurde Welp wissenschaftlicher Assistent von Wilhelm Gallas an dessen Heidelberger Lehrstuhl. Unter dessen Betreuung wurde Welp mit einer Arbeit über das strafrechtliche Unterlassen 1967 zum Dr. iur. promoviert. 1971 habilitierte er sich und erhielt die Venia legendi für die Fächer Strafrecht und Strafprozessrecht.
1972 wurde Welp Wissenschaftlicher Rat und Professor an der Universität Münster. Im folgenden Jahr übernahm er dort als ordentlicher Professor als Nachfolger von Theodor Lenckner den Lehrstuhl für Strafrecht und Strafprozessrecht. Von 1976 bis 1983 war er zudem als Richter im Nebenamt am Oberlandesgericht Hamm tätig. Danach arbeitete er neben seiner universitären Tätigkeit als Strafverteidiger und war als solcher unter anderem am Mannesmann-Prozess beteiligt. 2001 wurde Welp emeritiert.
Welps Forschungsschwerpunkt lag vor allem im Strafprozessrecht und dort wiederum auf dem Recht der Strafverteidigung. Dies beinhaltete auch den strafrechtlichen Geheimnis- und Datenschutz sowie die strafprozessuale Überwachung und Kontrolle. Dabei vertrat er in seinen Werken einen eher liberalen Standpunkt, bei dem dem Bürger möglichst viele Freiheiten eingeräumt wurden.

## Schriften (Auswahl)
- Vorangegangenes Tun als Grundlage einer Handlungsäquivalenz der Unterlassung. Duncker & Humblot, Berlin 1968 (Dissertation).
- Die strafprozessuale Überwachung des Post- und Fernmeldeverkehrs. Winter, Heidelberg 1974, ISBN 978-3-533-02389-0.
- Zwangsbefugnisse für die Staatsanwaltschaft. Mohr Siebeck, Tübingen 1976, ISBN 978-3-16-638581-5.
- Überwachung und Kontrolle: Telekommunikationsdaten als Gegenstand strafprozessualer Ermittlungen. Duncker & Humblot, Berlin 2000, ISBN 978-3-428-10255-6.
- Verteidigung und Überwachung: Strafprozessuale Aufsätze und Vorträge 1970 - 2000. Nomos, Baden-Baden 2001, ISBN 978-3-7890-7646-6.
- Die Strafgerichtsbarkeit des Bundes. Lit-Verlag, Münster 2002, ISBN 978-3-8258-5833-9.